# Wiyot
I Wiyot sono una popolazione amerinda della California che vivono sulla Baia di Humboldt da almeno 8000 anni. Nel 2000 sono stati censiti circa 550 Wiyot che abitano nella California settentrionale, (si pensi che nel XIX secolo erano circa 2.000). soprattutto nella Table Bluffs Reservation, una riserva creata nel 1908 16 miglia a sud della città di Eureka..
I Wiyot soffrirono la violenza dei coloni bianchi tra gli anni 1850 e 1860, epoca in cui dovettero lasciare le loro terre e molti di loro furono massacrati.
La loro lingua, il Wiyot, è considerata estinta dopo la morte della sua ultima locutrice, Della Prince, nel 1962, anche se esiste una spinta, da parte dei discendenti, per cercare di rivitalizzarla.